# الطريق الأوروبي E95
الطريق الأوروبي E95 هو طريق في أوروبا وهو جزء من شبكة الطرق الأوروبية الدولية للأمم المتحدة. يبلغ طوله حوالي 2527 كيلومتر (1570 ميل)، ويربط سانت بطرسبرغ بمرزيفون في شمال وسط تركيا. يمر عبر بيلاروسيا وأوكرانيا.